# Adam Afzelius
Adam Afzelius (ur. 7 października 1750 w Larv w Västergötland, zm. 20 stycznia 1837 w Uppsali) – botanik szwedzki, jeden z „apostołów Linneusza”. 

## Życiorys
Adam Afzelius urodził się 7 października 1750 roku w Larv w Västergötland. Od 1777 roku był wykładowcą języków orientalnych na uniwersytecie w Uppsali. Interesował się botaniką i został ostatnim uczniem Karola Linneusza (1707–1778). Od 1785 roku zajmował stanowisko botanices demonstrator. 
Był jednym z „apostołów Linneusza” – uczniów, których Linneusz wysłał w różne rejony świata, aby zbierali dla niego okazy roślin i nasion. W 1792 roku odbył swoją pierwszą wyprawę naukową na zachodnie wybrzeże Afryki do Sierra Leone, ale stracił zebrane tam okazy podczas francuskiego ataku. Z kolejnych wypraw w ten region przywiózł wiele okazów roślin i zwierząt.   
W latach 1797–1798 Afzelius był sekretarzem ambasady Szwecji w Londynie. W 1799 roku wrócił do Szwecji na swoje dawne stanowisko w Uppsali. W 1812 roku został profesorem materia medica. W 1802 roku założył w Uppsali Linnéska institutet, a w 1823 roku opublikował biografię Linneusza – Egenhändiga anteckningar av Carl Linnæus om sig själv, med företal, anmärkningar och tillägg. 
Zmarł 20 stycznia 1837 roku w Uppsali.
Przy nazwach naukowych utworzonych przez niego taksonów dodawany jest skrót jego nazwiska Afzel. Na cześć Afzeliusa nazwano rodzaj bobowatych – Afzelia.

## Publikacje
- 1804 – Genera plantarum guineensium[7]
- 1818 – Stirpium in Guinea medicinalium species novae[7]
- 1825 – Stirpium in Guinea medicinalium species cognitae[7]